# Mošeja al-Kiblatajn
Mošeja al-Kiblatajn ([[lang-ar|مسجد القبلتين|Masjid al-Qiblatayn | 'Mošeja dveh kibl}}) je mošeja v Medini, za katero muslimani verjamejo, da je kraj, kjer je zadnji islamski prerok, Mohamed, prejel ukaz, da spremeni kiblo (smer molitve) iz Jeruzalema v Meko. Mošejo je zgradil Savad ibn Ghanam ibn Kaab v letu 2 po hidžri (623 n. št.) in je ena redkih mošej na svetu, ki je vsebovala dva mihraba (niše, ki označujejo kiblo) v različnih smereh.
Leta 1987, v času vladavine kralja Fahda, je bila mošeja popolnoma porušena in obnovljena. Med obnovo so odstranili staro molilno nišo, obrnjeno proti Jeruzalemu in pustili tisto, ki je bila obrnjena proti Meki. Mošeja Kiblatajn je med najzgodnejšimi mošejami, ki segajo v čas Mohameda, skupaj z mošejo Kuba in Prerokovo mošejo, če upoštevamo, da so bile Sveta mošeja v Meki in Jeruzalem v islamski misli povezana s zgodnjimi preroki.

## Zgodovina
Mošeja je med najzgodnejšimi mošejami v Medini in jo je zgradil Savad ibn Ghanam ibn Kaab al-Ansari v islamskem letu 2 po hidžri, ime mošeje pa sega v življenje Mohameda, ko so njegovi tovariši poimenoval po dogodku, ki se je zgodil 15. šabana istega leta, ko je Mohamed prejel razodetje od Alaha, ki mu je naročil, naj vzame Kabo kot kiblo med molitvijo dhuhr, namesto Baytul Maqdis, kar je bila mošeja Al-Aksa v Jeruzalemu. Kasneje je to sporočil svojim spremljevalcem v lastni mošeji, nakar se je novica začela širiti. Mnogi romarji, ki gredo v Meko na hadž, pogosto obiščejo Medino, kjer nekateri obiščejo to mošejo zaradi njenega zgodovinskega pomena.

Zares, vidimo te, ˺O prerok˺, obračaš svoj obraz proti nebu. Sedaj vas bomo prisilili, da se obrnete v ˺smer molitve˺, ki vam bo všeč. Zato obrnite svoj obraz proti sveti mošeji ˺v Meki˺—kjer koli ste, obrnite obraze proti njej. Tisti, ki jim je bilo dano Sveto pismo, zagotovo vedo, da je to resnica od njihovega Gospoda. In Alah se nikoli ne zaveda, kaj počnejo. – Koran 2:144 (prevedel Mustafa Khattab)
Hadis iz Sahih Bukhari pravi:

Pripoveduje Ibn Omar: Medtem ko so nekateri ljudje opravljali molitev fadžr v Kubi (mošeji), je nekdo prišel do njih in rekel: »Nocoj je bilo nekaj koranskih verzov razodetih preroku in mu je bilo ukazano, da se obrne proti Kabi (med molitvijo), zato bi morali tudi vi obrniti svoje obraze proti njemu.« Takrat so bili njihovi obrazi obrnjeni proti Šamu (Jeruzalemu), nato so se obrnili proti Kabi (v Meki).

## Arhitektura
Glavna molilna dvorana ima togo pravokotno geometrijo in simetrijo, ki je poudarjena z uporabo dvojnih minaretov in dvojnih kupol. Bivalni prostori za imama, mujezina in oskrbnika so diskretno združeni v enem bloku zahodno od glavne stavbe. Razlika v nivoju na jugovzhodnem vogalu mesta je bila izkoriščena za vključitev podkletne ravni, ki služi kot prostor za umivanje za vernike. Na severu, kjer je teren nižji, je molilnica nadstropno dvignjena nad nivo terena. Vstop v molilnico je z dvignjenega dvorišča, prav tako na severu, do katerega se pride po stopnicah in klančinah iz glavnih smeri pristopa. Molilna dvorana je sestavljena iz niza lokov, ki podpirajo banjaste oboke, ki potekajo vzporedno s steno kible. Te oboke prekinjata dve kupoli, ki vzpostavljata os v smeri Meke.
Glavna kupola na jugu je dvignjena na bobnu svetlih oken, ki omogočajo, da se svetloba filtrira v notranjost neposredno nad mihrabom. Druga, lažna kupola je s prvo povezana z majhnim križnim obokom, ki simbolizira prehod iz ene kible v drugo. Pod njo replika mihraba, najdena v spodnji komori Kupole na skali v Jeruzalemu, spominja opazovalce na najstarejši ohranjeni islamski mihrab. Navzven se arhitekturni besednjak zgleduje po tradicionalnih elementih in motivih v premišljenem prizadevanju ponuditi avtentično podobo zgodovinskega mesta. Mošeja stoji severozahodno od mesta Medina, na cesti Khalid ibn al-Valid. Mošejo je sprva vzdrževal kalif Omar ibn al-Khattāb. Zadnjo predmoderno prenovo je izvedel Sulejman Veličastni, ki je rekonstruiral mošejo.

## Galerija
- Vhod v mošejo
- Notranji pogled na mihrab
- Pogled na mošejo s ceste Khalid ibn al-Valid